# IC 4379
IC 4379 — галактика типу Sbc (компактна витягнута спіральна галактика) у сузір'ї Центавр.
Цей об'єкт міститься в оригінальній редакції індексного каталогу.